# Departament Oberá

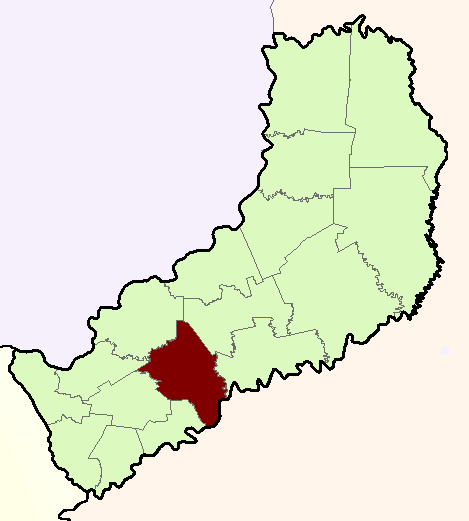
Departament Oberá na tle prowincji Misiones

Departament Oberá – jeden z 17 departamentów argentyńskiej prowincji Misiones. Stolicą departamentu jest miasto Oberá.
Powierzchnia departamentu wynosi 1620 km². Na obszarze tym w 2010 roku mieszkało 106 882 ludzi, czyli gęstość zaludnienia wynosiła 66,0 mieszkańców/km².
Od zachodu poprzez rzekę Urugwaj graniczy z Brazylią. Wokół niego znajdują się departamenty: San Javier, Leandro N. Alem, Candelaria, San Ignacio, Cainguás oraz 25 de Mayo.